# Соколово-Балковский сельский совет (Новосанжарский район)
Соколово-Балковский сельский совет (укр. Соколово-Балківська сільська рада) — входит в состав
Новосанжарского района
Полтавской области
Украины.
Административный центр сельского совета находится в 
с. Соколова Балка.

## История
- 1922 — дата образования.

## Населённые пункты совета
- с. Соколова Балка
- с. Андреевка
- с. Светловщина